# Monsù
Il monsù o monzù era il capocuoco delle case aristocratiche del meridione d'Italia.
La parola è napoletana e deriva dal francese monsieur ("signore"); in Sicilia, questi cuochi erano invece detti monsù.
La tradizione di avere in casa un cuoco esperto di cucina francese rimonta alla metà del Settecento.

## Storia
La cucina rappresentata da questi professionisti era il punto di unione tra la cucina francese e quella napoletana. Secondo J.C. Francesconi, autrice di un ponderoso volume sulla cucina napoletana, tra essi si distinsero particolarmente, per la loro bravura, abruzzesi e siciliani.

Secondo l'Enciclopedia Gastronomica Italiana: 

## Monsù celebri
Chiamati talvolta con il nome di battesimo e il cognome della famiglia presso cui prestavano servizio, altre volte con nomignoli suggestivi; alcuni di loro raggiunsero grande fama fino ad essere trattati alla stregua di artisti ed i nomi di alcuni di loro sono giunti fino a noi:
Giuseppe Lazzaro detto Monsù Peppino, Nicola 'e Tricase, Francesco 'e Pavuncelli, Totonno 'e Targiani, Cunfettiello 'e Barracco, Pasquale Marino detto Tarramoto, Vincenzo Marino (figlio) di Pasquale detto Tarramoto 'e Gerace, Monsù Attolini detto Vincenzo 'e Cumpagna, Aquilino Beneduce detto Monsù 'e Pignatelli, Raffaele o Rafele dei Serra di Cassano, Monzù Gerardo Modugno. Francesco Mastriani, nel romanzo Ciccio il Pizzaiuolo, cita anche  un Monsù Testa e la sua celebre pizzaria.